# Brennet (Berg)
Der Brennet ist mit 1249 m ü. A. der höchste Gipfel des Bergrückens Kirchmauer, des südöstlichsten Ausläufers der Kremsmauer. Er gehört zu den Oberösterreichischen Voralpen und erhebt sich zwischen dem Steyrtal und dem Steyrlingtal.
Der Brennet befindet sich in der Gemeinde Klaus unmittelbar oberhalb des Schlosses Klaus sowie der Bergkirche, fast exakt zwischen den beiden Ortschaften Klaus und Steyrling. Somit gehört er zum nördlichsten Bereich der Pyhrn-Priel-Region.
Es führen keine markierten oder gesicherten Wege auf den Gipfel des Brennets, der Aufstieg ist daher erfahrenen Bergsteigern vorbehalten.
An der südöstlichen Flanke des Brennets befindet sich das Kalkwerk Steyrling.

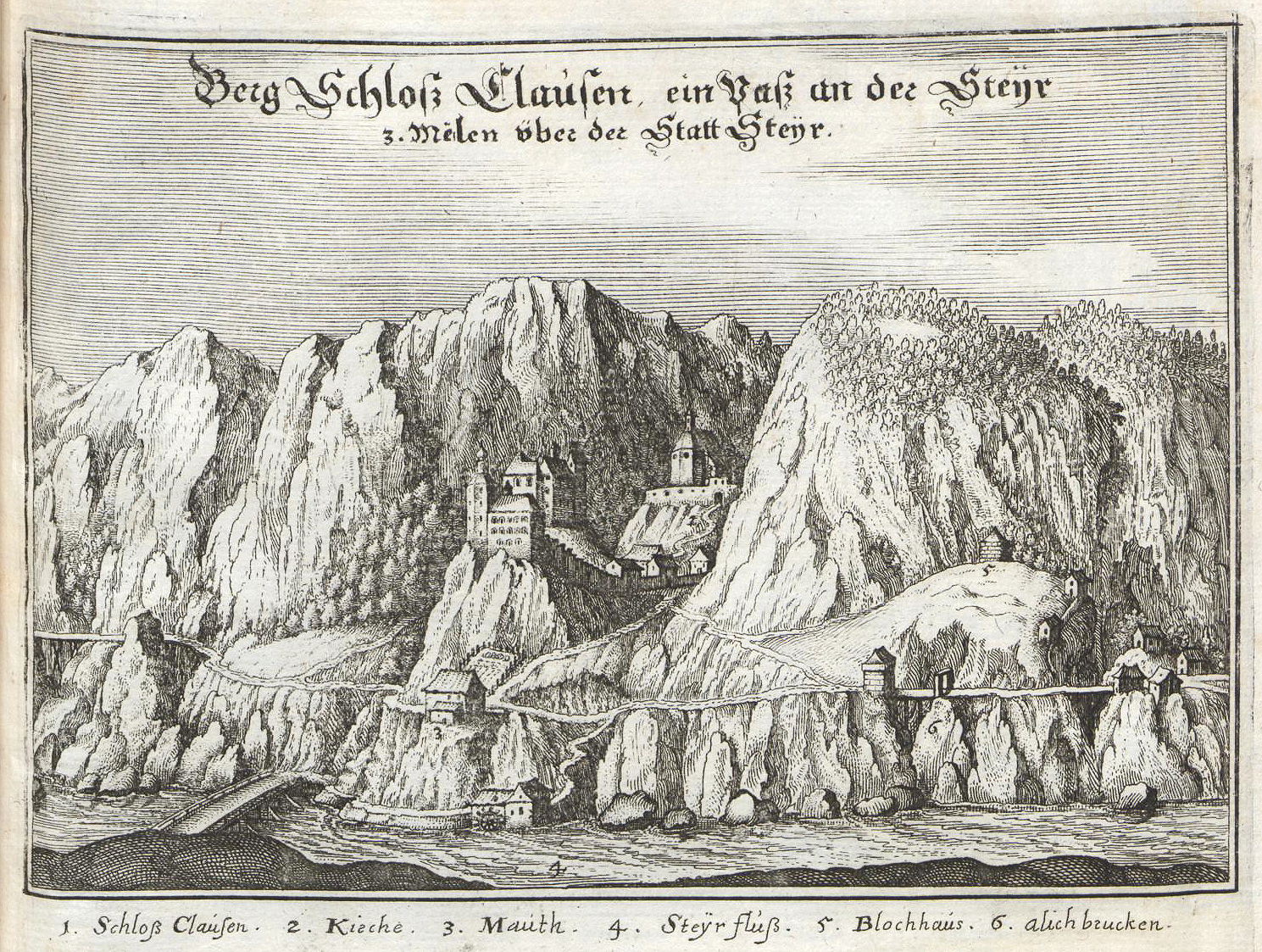
Brennet oberhalb von Schloss Klaus und Bergkirche (Kupferstich, Merian 1679)
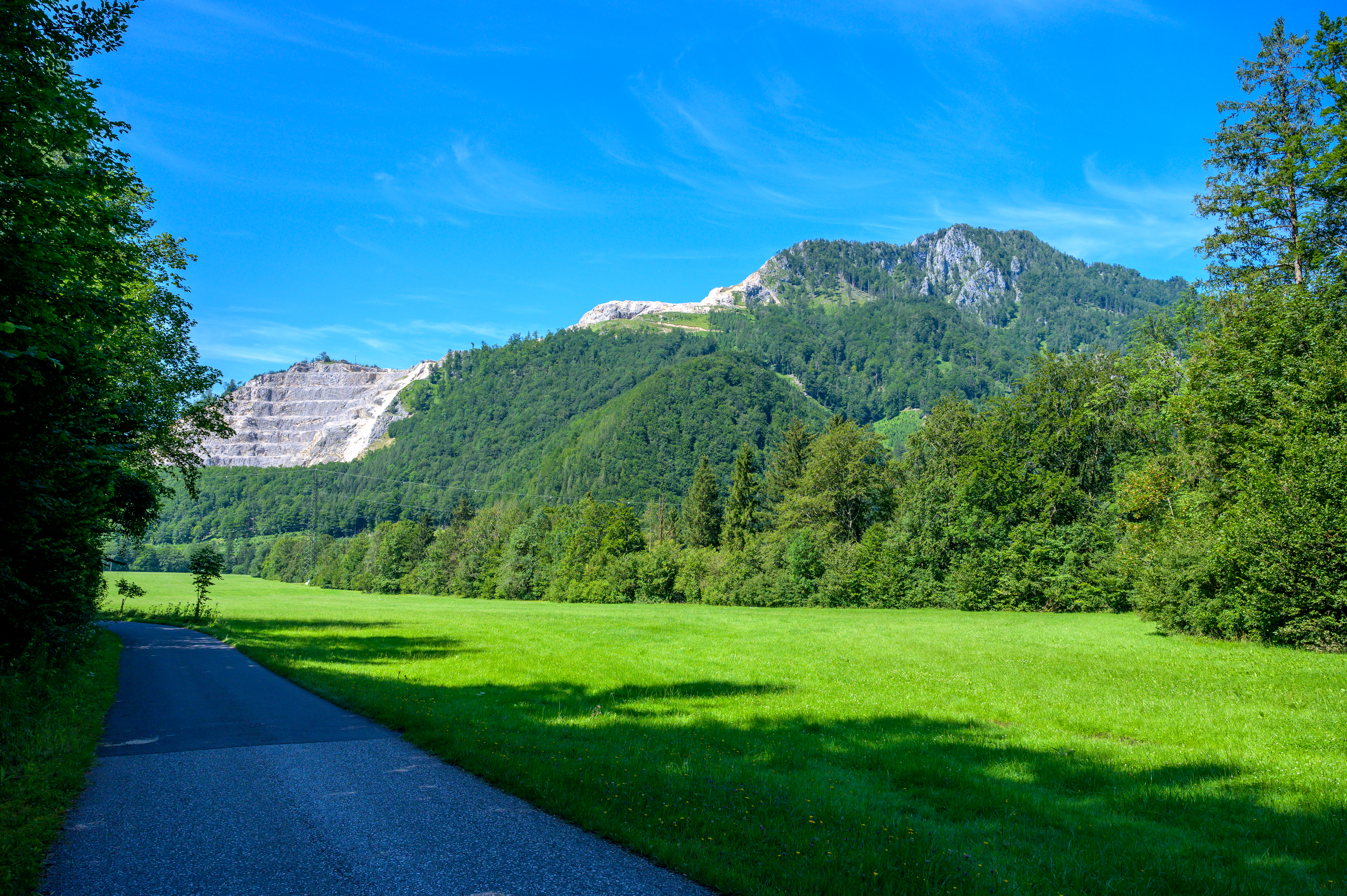
Brennet mit Kalkwerk von Traunfried (Molln) gesehen